# تام فایو
تام فایو (انگلیسی: Tom Five؛ زادهٔ ۱۱ اکتبر ۱۹۶۵) موسیقی‌دان اهل ایالات متحده آمریکا است. وی از سال ۱۹۸۷ میلادی تاکنون مشغول فعالیت بوده است.